# Joyride
Joyride — третий студийный альбом шведского поп-рок дуэта Roxette, выпущенный 28 марта 1991 года на лейбле EMI. Этот релиз последовал за принесшим группе всемирную известность альбомом Look Sharp! (1988) и внеальбомным синглом «It Must Have Been Love», вошедшим в саудтрек к фильму «Красотка» (1990). Альбом был записан в Швеции за 11 месяцев. Во время работы над пластинкой дуэт испытывал значительное давление со стороны звукозаписывающей компании, которая хотела получить ещё один успешный альбом. Кроме того, музыкантов уговаривали переехать в Лос-Анджелес для работы с более опытными американскими продюсерами.
После выхода альбом получил признание критиков, а также добился коммерческого успеха. AllMusic в своей рецензии назвала его «работой двух поп-музыкантов на пике их карьеры». Joyride возглавил чарты в семи европейских странах; в нескольких странах он получил мульти-платиновую сертификацию. До сих пор он остаётся одним из самых продаваемых альбомов всех времен в Аргентине, Австрии и Германии. Из альбома было выпущено пять синглов на песни «Joyride», «Fading Like a Flower (Every Time You Leave)», «The Big L.», «Spending My Time» и «Church of Your Heart».
В поддержку альбома группа отправилась в мировое турне, во время которого выступила перед 1,7 млн человек на четырёх континентах в рамках «Join the Joyride! Tour». По состоянию на 2001 год альбом продался тиражом 11 млн копий. На сегодняшний день это самый продаваемый альбом Roxette. По случаю своего тридцатилетия альбом был перевыпущен в расширенном варианте 26 ноября 2021 года.

## История
После выхода Look Sharp! (1988) Гессле работал над следующим студийным альбомом, когда, однажды, придя домой, увидел написанную от руки записку, оставленную его подругой, Осой: «Hej, din tok, jag älskar dig!» (со швед. — «Эй, дурачок, я люблю тебя!»). Записка была подписана «Вуди» (Woody), это было прозвище Осы. Гессле перевёл фразу со шведского на английский — «Hello you fool, I love you!» — что стало открывающей фразой заглавной песни из будущего альбома. Название же заглавной песни и всего диска Пер Гессле позаимствовал из интервью Пола Маккартни, в котором тот заявил, что «процесс написания песен с Джоном Ленноном был похож на долгую увеселительную поездку».
Пер Гессле: Я прочитал интервью с Полом Маккартни, где он сказал: «Процесс написания песен с Джоном Ленноном был похож на долгую увеселительную поездку». Мне понравилось слово «Joyride», оно отражало мои чувства о жизни в тот момент. Только позднее я узнал, что означает «Joyride»: угнать машину, разбить её и оставить её.
Оригинальный текст (англ.)
I read an interview with Paul McCartney where he said: "Writing songs with John Lennon was always a long joyride". I liked the word joyride, it summed up my feelings about life at the time. It was only later I found out what joyride also means: to steal a car, crash it and leave it.

Альбом записывался на студии «EMI» в Стокгольме и на студии «Tits & Ass» в Хальмстаде (Швеция) в период с января по ноябрь 1990 года. Планировалось, что он выйдет в начале 1991 года, но в середине января 1991 года началась Война в Персидском заливе, поэтому выход пластинки был отложен до конца марта. После выхода альбома группа отправилась в длительное турне в его поддержку по Европе, Японии и Северной Америке — по этой причине мировые гастроли, которые должны были начаться в Ванкувере в начале лета тоже должны были быть перенесены.
Гессле вспоминает, что находясь в США, он и Мари Фредрикссон посещали мероприятия, где их приветствовали музыкальные и радио-продюсеры. Они поздравляли музыкантов с очередным синглом № 1 в США, при том, что сам сингл ещё не был выпущен. Предсказание профессионалов индустрии сбылось — «Joyride» вышел в конце февраля 1991 года и в марте возглавил чарт «Billboard Hot 100». Это была четвёртая песня Roxette, возглавившая американские чарты. Примечательно, что у группы ABBA был всего один сингл № 1 в США (песня «Dancing Queen»). Всего сингл «Joyride» стал № 1 в 26 странах. В том же году группа получила награду MTV «International Music Award», когда за видеоклип на этот сингл зрители проголосовали как за лучший видеоклип года.
В поддержку альбома группа отправилась в первый мировой тур, который начался 4 сентября 1991 года в Хельсинки, Финляндия. После 45 концертов в Европе группа дала 10 концертов в Австралии перед тем, как уйти на рождественские каникулы в конце 1991 года.
5 октября 1991 года Roxette вместе с другими шведскими артистами, Леной Филипссон и Джерри Уильямс были напечатаны на шведских марках. Для продвижения марок была выпущена аудиокассета с некоторыми песнями трёх артистов.
На торце диска написана фраза: «Don’t Bore Us — Get to the Chorus», которую можно расценивать как подзаголовок альбома (через четыре года Roxette выпустят отдельный альбом с одноимённым названием). Этот слоган Гессле позаимствовал со здания Brill Building в Нью-Йорке, где работали авторы песен Джерри Либер и Майк Столлер.
Альбом, выпущенный на компакт-диске и кассете включает три бонус-трека, один из которых, «Soul Deep» — частично перезаписанная версия песни с новой гитарной партией, басом и по-новому смиксована по сравнению с версией песни, записанной на дебютном альбоме группы Pearls of Passion (1986).
Первый тираж альбома на CD в некоторых европейских странах был выпущен с опечаткой: на самом диске название песни «Knockin' On Every Door» было напечатано как «Knocking' On Every Door».

### Песни не попавшие на альбом
Две ставшие позже известными песни Roxette были изначально написаны для альбома Joyride, однако не попали в его финальную версию: «The Sweet Hello, the Sad Goodbye» и «Queen of Rain».
«The Sweet Hello, the Sad Goodbye» была написана весной 1990 года и записана для финальной версии альбома, однако Гессле по его собственному признанию не помнит, почему в итоге песню не включили в альбом. В течение последующих нескольких лет несколько музыкантов записали свои версии этой песни — участник немецкого дуэта Modern Talking Томас Андерс включил песню в свой альбом Whispers (1991). Кроме того, известные каверы песни записали Джейсон Донован и Лора Брэниган (последняя версия была спродюсирована Филом Рамоном). В 1995 году Roxette выпустили эту песню в собственном исполнении на альбоме Rarities, а в 2012 году после выхода альбома Travelling, песня вышла ещё раз в виде ремикс-сингла Bassflow remake.
«Queen of Rain» должна была закрывать альбом, но в последний момент её оставили за рамками, поскольку было решено включить на альбом «Perfect Day», где звучит аккордеон в исполнении бэк-вокалистки Вики Бенкерт. Группа решила, что Бенкерт сможет исполнять эту песню на концертах во время предстоящего гастрольного тура. «Queen of Rain» вошла в следующий альбом Roxette Tourism (1992), а также была выпущена в качестве сингла из него.

### Юбилейное переиздание 2021 года
| Joyride (30th Anniversary Edition) | Joyride (30th Anniversary Edition) |
| Оценки критиков                    | Оценки критиков                    |
| Источник                           | Оценка                             |
| ---------------------------------- | ---------------------------------- |
| Classic Rock                       | [ 9 ]                              |
| Laut.de                            | [ 10 ]                             |

В 2021 году исполнилось 30 лет с момента выхода альбома. Пер Гессле и участники группы Roxette отпраздновали эту дату выпуском следующих релизов:
8 октября 2021 года был выпущен сингл «Small Talk (Joyride 30th Anniversary Edition)», на который вошли две ранее неиздававшиеся версии композиций:
1. Small Talk (T&A Demo) (3:32)
2. Hotblooded (T&A Demo #2) (3:14)

26 ноября 2021 года вышло специальное издание альбома в подарочной коробке, состоящей из четырёх 12" пластинок и 32-страничного буклета. В данном релизе будут выпущены 12 ранее неизданных версий песен. Альбом также был доступен на CD и для покупки и скачивания в цифровом виде.

## Список композиций
Все тексты написаны Пер Гессле, вся музыка написана Гессле, если не указано иное.
| №  | Название                                      | Музыка                   | Длительность |
| -- | --------------------------------------------- | ------------------------ | ------------ |
| 1. | «Joyride»                                     |                          | 4:30         |
| 2. | «Hotblooded»                                  | Мари Фредрикссон, Гессле | 3:23         |
| 3. | «Fading Like a Flower (Every Time You Leave)» |                          | 3:54         |
| 4. | «Knockin’ on Every Door»                      |                          | 4:00         |
| 5. | «Spending My Time»                            | Гессле, Матс МП Перссон  | 4:39         |
| 6. | «Watercolours in the Rain»                    | Фредрикссон              | 3:39         |

| №  | Название                        | Музыка          | Длительность |
| -- | ------------------------------- | --------------- | ------------ |
| 1. | «The Big L.»                    |                 | 4:29         |
| 2. | «(Do You Get) Excited?»         | Гессле, Перссон | 4:18         |
| 3. | «Small Talk»                    |                 | 3:54         |
| 4. | «Physical Fascination»          |                 | 3:31         |
| 5. | «Things Will Never Be the Same» |                 | 4:29         |
| 6. | «Perfect Day»                   | Гессле, Перссон | 4:06         |

| №                   | Название                                      | Музыка              | Длительность |
| ------------------- | --------------------------------------------- | ------------------- | ------------ |
| 1.                  | «Joyride»                                     |                     | 4:24         |
| 2.                  | «Hotblooded»                                  | Фредрикссон, Гессле | 3:18         |
| 3.                  | «Fading Like a Flower (Every Time You Leave)» |                     | 3:52         |
| 4.                  | «Knockin’ on Every Door»                      |                     | 3:56         |
| 5.                  | «Spending My Time»                            | Гессле, Перссон     | 4:36         |
| 6.                  | «I Remember You»                              |                     | 3:54         |
| 7.                  | «Watercolours in the Rain»                    | Фредрикссон         | 3:40         |
| 8.                  | «The Big L.»                                  |                     | 4:26         |
| 9.                  | «Soul Deep»                                   |                     | 3:34         |
| 10.                 | «(Do You Get) Excited?»                       | Гессле, Перссон     | 4:16         |
| 11.                 | «Church of Your Heart»                        |                     | 3:16         |
| 12.                 | «Small Talk»                                  |                     | 3:53         |
| 13.                 | «Physical Fascination»                        |                     | 3:27         |
| 14.                 | «Things Will Never Be the Same»               |                     | 4:26         |
| 15.                 | «Perfect Day»                                 | Гессле, Перссон     | 4:05         |
| Общая длительность: | Общая длительность:                           | Общая длительность: | 59:02        |

| №   | Название                                                             | Длительность |
| --- | -------------------------------------------------------------------- | ------------ |
| 16. | «The Sweet Hello, the Sad Goodbye»                                   | 4:46         |
| 17. | «Joyride» (Brian Malouf US Single Mix)                               | 3:58         |
| 18. | «Fading Like a Flower» (Humberto Gatica US Single Mix)               | 3:55         |
| 19. | «Soul Deep» (Tom Lord-Alge Mix)                                      | 3:38         |
| 20. | «Spending My Time» (US Adult Contemporary Mix) (digital bonus track) | 4:40         |
| 21. | «Physical Fascination» (Guitar Solo Version) (digital bonus track)   | 4:04         |
| 22. | «Church of Your Heart» (US Adult Contemporary Mix)                   | 3:08         |

| №   | Название                                                      | Музыка             | Длительность |
| --- | ------------------------------------------------------------- | ------------------ | ------------ |
| 1.  | «Joyride» (T&A Demo, 23 мая 1990 года)                        |                    | 4:16         |
| 2.  | «Hotblooded» (T&A Demo, 23 января 1990 года)                  | Фредрикссон Гессле | 3:14         |
| 3.  | «Fading Like a Flower» (T&A Demo, 31 августа 1990 года)       |                    | 3:26         |
| 4.  | «Knockin’ on Every Door» (T&A Demo, 15 августа 1989 года)     |                    | 3:47         |
| 5.  | «Spending My Time» (T&A Demo, 24 мая 1990 года)               | Гессле Перссон     | 4:14         |
| 6.  | «I Remember You» (T&A Demo, 1 апреля 1990 года)               |                    | 3:32         |
| 7.  | «Watercolours in the Rain» (T&A Demo, 24 января 1990 года)    | Фредрикссон Гессле | 4:01         |
| 8.  | «The Big L.» (T&A Demo, 29 марта 1990 года)                   |                    | 3:51         |
| 9.  | «(Do You Get) Excited?» (T&A Demo, 19 августа 1989 года)      | Гессле Перссон     | 4:12         |
| 10. | «Small Talk» (T&A Demo, 30 августа 1990 года)                 |                    | 3:32         |
| 11. | «Church of Your Heart» (T&A Demo, 8 января 1990 года)         |                    | 3:13         |
| 12. | «Physical Fascination» (T&A Demo, 3 января 1990 года)         |                    | 4:11         |
| 13. | «Things Will Never Be the Same» (T&A Demo, 17 июня 1989 года) |                    | 2:41         |
| 14. | «Perfect Day» (T&A Demo, 23 августа 1990 года)                | Гессле Перссон     | 3:45         |

| №   | Название                                                                                       | Музыка             | Длительность |
| --- | ---------------------------------------------------------------------------------------------- | ------------------ | ------------ |
| 1.  | «Sweet Thing» (T&A Demo, 28 октября 1990 года)                                                 |                    | 2:57         |
| 2.  | «Seduce Me» (T&A Demo, 22 августа 1990 года)                                                   | Фредрикссон Гессле | 3:55         |
| 3.  | «Run Run Run» (T&A Demo, 10 января 1990 года)                                                  |                    | 4:01         |
| 4.  | «Things Will Never Be the Same» (T&A Demo, 17 сентября 1989 года)                              |                    | 5:01         |
| 5.  | «Love Spins» (T&A Demo, 3 января 1990 года)                                                    |                    | 3:29         |
| 6.  | «Come Back (Before You Leave)» (T&A Demo, 8 апреля 1990 года)                                  |                    | 4:01         |
| 7.  | «The Sweet Hello, the Sad Goodbye» (T&A Demo, 16 марта 1990 года)                              |                    | 4:37         |
| 8.  | «Hotblooded» (T&A Demo, 13 декабря 1990 года)                                                  | Фредрикссон Гессле | 3:24         |
| 9.  | «Things Will Never Be the Same» (T&A Demo, 13 декабря 1990 года)                               |                    | 3:11         |
| 10. | «Another Place, Another Time» (T&A Demo, 11 января 1990 года)                                  |                    | 3:40         |
| 11. | «I Remember You» (T&A Demo, 15 марта 1990 года)                                                |                    | 3:47         |
| 12. | «Queen of Rain» (T&A Demo, 2 января 1990 года)                                                 | Гессле Перссон     | 4:28         |
| 13. | «The Big L.» (T&A Demo, 1 апреля 1990 года)                                                    |                    | 4:10         |
| 14. | «Joyrider» (T&A Demo, 22 мая 1990 года)                                                        |                    | 3:39         |
| 15. | «Hotblooded» (концертная запись в Sydney Entertainment Centre, 13 декабря 1991 года)           | Фредрикссон Гессле | 3:54         |
| 16. | «Fading Like a Flower» (концертная запись в Sydney Entertainment Centre, 13 декабря 1991 года) |                    | 4:09         |

## Обзор песен
- «Physical Fascination» была написана в середине 1980-х. Гессле записал три-четыре различных демоверсии песни, которые ни Мари Фредрикссон, ни продюсеру группы Кларенсу Эверману не понравились. Однако, песня полюбилась Андерсу Херрлину, басисту Gyllene Tider, который стал ответственным за программинг композиции и спродюсировал её[6].

Все песни с альбома Joyride исполнялись группой вживую на концертах во время Join the Joyride! Tour за исключением «Small Talk» и «Physical Fascination». Музыканты решили, что «Small Talk» по стилю очень похожа на их сингл «Dressed for Success».

## Синглы
- «Joyride»; с песней «Come Back (Before You Leave)»
- «Fading Like a Flower (Every Time You Leave)»; с песней «I Remember You»
- «The Big L.» (album version); с песней «One Is Such a Lonely Number» (demo, сентябрь 1987)
- «Spending My Time» (album version); с песней «The Sweet Hello, the Sad Goodbye»
- «Church of Your Heart»; с песней «I Call Your Name»

## Участники записи
- Записано на студии «Tits & Ass» (Хальмстад) и «EMI» (Стокгольм), Швеция
- Ре-мастеринг — Алар Суурна на студии «Polar Studio» (Стокгольм) (переиздание 2009 года)
- Все песни публикуются издательством «Jimmy Fun Music», кроме: «Hotblooded» и «Watercolors in the Rain» — Shock the Music/Jimmy Fun Music; «Soul Deep» — Happy Accident Music

Roxette
- Мари Фредрикссон — вокал
- Пер Гессле — вокал, ритм-гитара, тамбурин, гармоника, свист

Аккомпанирующий состав и приглашённые музыканты
- Хьель Эман[англ.] — аккордеон (в «Perfect Day»)
- Йонас Исакссон — акустическая гитара, электрогитара, слайд-гитара, мандолина, губная гармоника (в «The Big L.»)
- Стаффан Эверман — бэк-вокал
- Марианна Флиннер[англ.] — бэк-вокал
- Миа Линдгрен — бэк-вокал
- Энн-Лье Риде[англ.] — бэк-вокал
- Андерс Херрлин — бас-гитара
- Пелле Альсинг — ударные
- Кларенс Эверман — рояль, орган Хаммонда, шарманка, клавишные, сведение, продюсер, программирование, аранжировки струнной секции (в «Perfect Day»)
- Йалле Лоренссон[швед.] — губная гармоника (в «Hotblooded»)
- Дэйв Эдвардс — наррация
- Матс МП Перссон — перкуссия
- Хенрик Янсон[англ.] — аранжировки струнной секции (в «Watercolors in the Rain»)
- Уно Форсберг — труба
- Микаэль Ренлинден — труба
- Томас Сьёгрен — труба (в «Soul Deep»)

Технический персонал
- Алар Суурна — звукорежиссура
- Андерс Херрлин — звукорежиссура
- Леннарт Хаглунд — звукорежиссура
- Джордж Марино — мастеринг
- Маттиас Эдвалль — фотографии
- Микаэль Вархейи — сценография
- Къель Андерссон — художественное оформление конверта

## Отзывы критиков
| Оценки критиков               | Оценки критиков |
| Источник                      | Оценка          |
| ----------------------------- | --------------- |
| AllMusic                      | [ 16 ]          |
| Encyclopedia of Popular Music | [ 17 ]          |
| Entertainment Weekly          | (B+)            |
| The Great Rock Discography    | [ 19 ]          |
| Rolling Stone                 | [ 20 ]          |
| MusicHound                    | [ 21 ]          |
| People                        | без оценки      |

- Музыкальный портал «Yardbarker» публикует подборку из 30 музыкальных альбомов, которым в 2021 году исполняется 30 лет. Joyride занимает в ней 27 место. Обозреватель Джефф Мезыдло отмечает, что хотя группа Roxette и добилась всемирной славы с предыдущим диском Look Sharp!, настоящий альбом может быть ещё лучше предшественника. Альбом добрался до 12 места в чарте альбомов Billboard 200 в США, где также получил статус «платинового». Производство альбома заняло примерно год, но Гессле и Фредрикссон никуда не торопились и произвели на свет прекрасный продукт на своих условиях. «Недооценённой жемчужиной» называется песня «Watercolours in the Rain»[23].

## Позиции в хит-парадах и сертификации
| Хит-парад (1991)                    | Высшая позиция |
| ----------------------------------- | -------------- |
| Австралия (ARIA)                    | 2              |
| Австрия (Ö3 Austria)                | 1              |
| Бельгия (IFPI)                      | 3              |
| Великобритания (UK Albums Chart)    | 2              |
| Венгрия (MAHASZ)                    | 4              |
| Германия (Offizielle Top 100)       | 1              |
| Греция (IFPI)                       | 2              |
| Дания (Hitlisten)                   | 1              |
| European Albums (Music & Media)     | 1              |
| Ирландия (IFPI)                     | 6              |
| Испания (AFYVE)                     | 6              |
| Канада (RPM Top Albums/CDs)         | 3              |
| Нидерланды (Album Top 100)          | 4              |
| Новая Зеландия (RMNZ)               | 4              |
| Норвегия (VG-lista)                 | 1              |
| США (Billboard 200)                 | 12             |
| Финляндия (Suomen virallinen lista) | 1              |
| Швеция (Sverigetopplistan)          | 1              |
| Швейцария (Schweizer Hitparade)     | 1              |
| Япония (Oricon)                     | 12             |

| Хит-парад (1991)                 | Позиция |
| -------------------------------- | ------- |
| Австралия (ARIA)                 | 10      |
| Австрия (Ö3 Austria)             | 1       |
| Великобритания (UK Albums OCC)   | 21      |
| Германия (Offizielle Top 100)    | 2       |
| Европейский союз (Music & Media) | 2       |
| Канада (RPM Top Albums/CDs)      | 12      |
| Нидерланды (Album Top 100)       | 5       |
| Новая Зеландия (RMNZ)            | 33      |
| Норвегия (VG-lista)              | 2       |
| США (Billboard 200)              | 52      |
| Швейцария (Schweizer Hitparade)  | 2       |

| Хит-парад (1992)                 | Позиция |
| -------------------------------- | ------- |
| Германия (Offizielle Top 100)    | 14      |
| Европейский союз (Music & Media) | 60      |

### Сертификации
| Страна                | Статус        |
| --------------------- | ------------- |
| Австрия (IFPI)        | 3x Платиновый |
| Великобритания (BPI)  | 2x Платиновый |
| Германия (BVMI)       | 7x Золотой    |
| Испания (PROMUSICAE)  | 2х Платиновый |
| Канада (Music Canada) | 5х Платиновый |
| США (RIAA)            | Платиновый    |
| Финляндия (IFPI)      | 2х Платиновый |
| Швейцария (IFPI)      | 4х Платиновый |
| Швеция (IFPI)         | Золотой       |